# Alexandre Tchemerisski
 (juin 2021).
Alexandre Tchemerisski (en russe : Александр Чемерисский), né en 1880 et décédé en 1942, est un acteur du mouvement révolutionnaire juif russe et un responsable communiste soviétique. 

## Biographie
Tchemerisski est né à Bar en Ukraine, à l'époque dans le gouvernement de Podolie de l'Empire russe. Il s'installe à Minsk au milieu des années 1890 et travaille comme photographe. En 1898, il adhère au Bund. Il et est arrêté l'année suivante et envoyé à Moscou où Sergueï Zoubatov, chef de la police secrète, le persuade d'aider à former un parti des travailleurs juifs indépendant et légal. Le parti défendra les intérêts professionnels et cherchera à étendre les droits civils des Juifs, mais ne combattra pas l'autocratie. 
En 1900 Tchemerisski retourne à Minsk et en 1901, il s'emploie à créer le Evreiskaia Nezavisimaia Rabochaia Partiia (Parti indépendant des travailleurs juifs), composé principalement d'ancien bundistes. Cependant en juin 1903, le parti décide de se dissoudre, car pour ses dirigeants, après le pogrom de Kichinev d'avril 1903, la coopération avec les autorités tsaristes est devenu impossible. En 1904, Tchemerisski rejoint le Bund et s'installe à Łódź, où pendant la révolution de 1905-1907, il est membre du comité du Bund de la ville. Il est arrêté en 1907 et passe les trois années suivantes en exil en Sibérie. Après sa libération, il participe aux conférences du Bund et publie des articles sur des questions théoriques dans les journaux bundistes. 
Au début de la Première Guerre mondiale, Tchemerisski passe plusieurs mois à Vienne et à Genève. Il retourne en Russie illégalement et est arrêté en raison de son implication dans la propagande anti-guerre. Quand il est libéré de prison après la révolution de Février, le Comité central du Bund l'envoie à Ekaterinoslav puis à Kiev pour organiser les travailleurs juifs. Tchemerisski écrit des articles dans le journal du Bund de Kiev, Folks-tsaytung. Après la scission du Bund ukrainien, en 1918, il rejoint le Kombund, et en mai 1919 est élu au Comité central du Komfarband communiste. 
En aout 1919, Tchemerisski adhère au parti communiste russe (bolchévique) et devient membre du bureau de l'Yevsektsia en Ukraine.  Ensuite, au début 1921, il entre au Bureau central de l'Yevsektsia  à Moscou et en mai devient son secrétaire. Il reste à ce poste jusqu'à la liquidation de l'Yevsektsia au début 1930. 
Dans la majorité des cas, le point de vue de Tchemerisski reflète la position du Bureau central de l'Yevsektsia. Il écrit régulièrement pour la presse yiddish, principalement pour Der emes et publie aussi plusieurs livres: en 1926, Di alfarbandishe komunistishe partey (Bolshevikes) un di yidishe masn (Le parti communiste bolchévique de toute l'Union et les masses juives); en 1926 Tsyonistishe trayberayen (La supercherie sioniste); en 1928  Af shtolts (vegn di Poaley tsyon (Avec fierté pour le Poale Zion). Tchemerisski souligne en permanence que la construction du socialisme en URSS pourra résoudre les problèmes concernant le statut des Juifs en tant que minorité ethnique ; en même temps, il s'oppose au yiddishisme, considérant le yiddish comme une valeur indépendante. 
Lors du premier congrès de l'OZET, Société pour l'installation des travailleurs juifs à la campagne, convoqué fin 1926, Tchemerisski soutient l'établissement d'un territoire agricole juif en Crimée, mais évite le terme de république juive. Il pense que la création d'un tel territoire ne signifie nullement le regroupement de tous les Juifs d'Union soviétique en un seul endroit. Selon Tchemerisski, sa création ne peut être qu'un élément de la solution de la question juive en URSS, parallèlement au développement de la culture yiddish, à l'établissement de cours et de conseil ethniques juifs et à d'autres initiatives. 
En 1934, Tchemerisski est exclu du parti, soi-disant pour avoir coopérer avec Zoubatov dans sa jeunesse, et exilé au Kazakhstan. En 1939, alors qu'il travaille comme photographe à Iaroslavl, il demande que son cas soit réexaminé. Mais il est de nouveau arrêté, accusé d'avoir participé à une supposée organisation bundiste secrète, et condamné en juillet 1941 à 10 ans de prison. Tchemerisski meurt l'année suivante dans un camp d'internement. 